# 邁克·魏斯
邁克·魏斯（英語：Michael Weiss；1991年5月23日—）是一位美國游泳運動員。他主要擅長自由泳。在2015年世界游泳錦標賽上，他獲得了4乘200米自由泳接力項目的銀牌。他也曾在NCAA的游泳比賽中獲得過亞軍。他还曾联同队友获得过2012年和2014年世界短池游泳锦标赛的男子4×200米自由泳接力的金牌。